# Claus Weber-Höller
Claus-Harald Weber-Höller (* 3. November 1924 in Wuppertal; † 24. Februar 2020 in Windhagen) war ein deutscher Arzt und Generalarzt des Heeres der Bundeswehr.

## Dienst in der Wehrmacht und Medizinstudium
Weber-Höller wurde 1943 zur Wehrmacht eingezogen und war an mehreren Fronten bei der Infanterie eingesetzt. In den letzten Kriegstagen 1945 wurde er zum Leutnant befördert und war nach Kriegsende bis Oktober 1945 in amerikanischer Kriegsgefangenschaft. Nach der Entlassung aus der Kriegsgefangenschaft studierte er Medizin an der Philipps-Universität in Marburg, das er 1953 mit dem Staatsexamen und der Promotion zum Dr. med. beendete. Es folgte die Weiterbildung zum Facharzt für Chirurgie an der Marburger Universitätsklinik und im Anschluss daran eine Tätigkeit als Oberarzt am Krankenhaus in Marsberg.

## Dienst in der Bundeswehr
Am 1. September 1958 trat Weber-Höller als Stabsarzt in die Bundeswehr ein und wurde in Wuppertal als Truppenarzt bei einem Fernmeldebataillon eingesetzt. Im Anschluss folgte ab September 1961 eine Verwendung als Personalbearbeiter bei der Inspektion der Sanitätstruppe des Truppenamtes in Köln. Nach dieser Tätigkeit führte ihn sein Weg ins Bundesministerium der Verteidigung (BMVg) auf der Bonner Hardthöhe. Zunächst war er ab März 1965 für sechs Monate ärztlicher Gutachter der Personalabteilung des Ministeriums, danach Referent bei der Personalführung für die Sanitätsoffiziere des Heeres (Referat P V 4).
Im April 1970 wurde Weber-Höller erneut zum Truppenamt nach Köln versetzt und übernahm dort als Oberstarzt die Aufgaben des Leitenden Sanitätsoffiziers, verantwortlich u. a. für alle Belange des Sanitätsdienstes an sämtlichen Schulen und Lehrtruppenteilen des Heeres. Gleichzeitig nahm er auch die Aufgaben des Medical Advisor beim Allied Command Europe Forces Land (AMF L), einem multinationalen mobilen Eingreifverband der NATO mit Headquarters in Heidelberg, wahr. Die regelmäßigen multinationalen Manöver des AMF nutzte er gezielt, um die Anerkennung des Sanitätsdienstes der Bundeswehr bei den NATO-Partnern voranzutreiben und zu festigen. Danach folgten zwei weitere Verwendungen im BMVg, diesmal bei der Inspektion des Sanitäts- und Gesundheitswesens (In San). Zunächst war er ab Oktober 1973 als Referatsleiter In San II 2 eingesetzt, ein Jahr später dann als Referatsleiter In San II 1. Während dieser Zeit wirkte er an verschiedenen bedeutsamen Planungen mit, u. a. zum Aufbau des Bundeswehrkrankenhauses Ulm, der Einstellung von weiblichen Sanitätsoffizieren und eines gemeinsamen, zusammengefassten Sanitätsdienstes der Bundeswehr.
Weber-Höller wurde am 1. Oktober 1976 der neunte Generalarztes des Heeres. Mit Übernahme dieses Amtes war er gleichzeitig auch Inspizient des Sanitätsdienstes des Heeres und Abteilungsleiter IX im Heeresamt in Köln. Damit verbunden war auch die Beförderung in den Dienstgrad Generalarzt. Während dieser Verwendung war er auch für die Weiterentwicklung des Sanitätsdienstes im Heer verantwortlich, so wurden unter seiner Leitung die Aufstellung der ersten ortsfesten Sanitätszentren des Heeres veranlasst sowie die Einführung verlegefähiger Lazarette. Im März 1985 wurde er in den Ruhestand versetzt.

## Auszeichnungen
Während seines Dienstes in der Wehrmacht wurde er mit dem Verwundetenabzeichen sowie dem Eisernen Kreuz II. Klasse ausgezeichnet. Für seine Verdienste bei der Bundeswehr wurden ihm das Verdienstkreuz am Bande des Verdienstordens der Bundesrepublik Deutschland, das Ehrenkreuz der Bundeswehr in Gold sowie das Verdienstkreuz 1. Klasse des Verdienstordens der Bundesrepublik Deutschland verliehen.

## Sonstiges
Weber-Höller war verheiratet. Nach der Versetzung in den Ruhestand widmete er sich an der Rheinischen Friedrich-Wilhelms-Universität Bonn dem Studium der Archäologie und Kunstgeschichte.